# Somewhere Between Heaven and Hell
Somewhere Between Heaven and Hell är ett musikalbum av Social Distortion, släppt den 11 februari 1992.

## Låtlista
Samtliga låtar skrivna av Mike Ness, om annat inte anges.
1. "Cold Feelings" - 3:31
2. "Bad Luck" - 4:26
3. "Making Believe" (Jimmy Work) - 4:12
4. "Born to Lose" - 4:09
5. "Bye Bye Baby" - 3:06
6. "When She Begins" - 5:04
7. "99 to Life" - 4:28
8. "King of Fools" (W.E. Bruce/Mike Ness) - 2:50
9. "Sometimes I Do" - 4:01
10. "This Time Darlin'" - 4:08
11. "Ghost Town Blues" - 4:38